# أدريان سامبسون
أدريان سامبسون (بالإنجليزية: Adrian Sampson)‏ هو لاعب كرة قاعدة أمريكي، ولد في 7 أكتوبر 1991 في ريدموند في الولايات المتحدة.

## وصلات خارجية
- أدريان سامبسون على موقع دوري كرة القاعدة الرئيسي (الإنجليزية)
- أدريان سامبسون على موقع دوري كوريا الجنوبية لكرة القاعدة (الإنجليزية)
- أدريان سامبسون على موقعبيزبول رفرنس.كوم (الدوري الرئيسي) (الإنجليزية)
- أدريان سامبسون على موقعبيزبول رفرنس.كوم (الدوري الثانوي) (الإنجليزية)
- أدريان سامبسون على موقع إي إس بي إن.كوم (أم.أل.بي) (الإنجليزية)
- أدريان سامبسون على موقع مشجعي الرسوم البيانية (الإنجليزية)